# Stefan Leyshon
 (décembre 2023).
Il peut être nécessaire de l'améliorer pour respecter le principe de neutralité de point de vue. Veuillez consulter la page de discussion pour plus de détails.

Stefan Leyshon est un magicien scénographe franco-britannique, né le 1er juillet 1972 à Merthyr Tydfil (Pays de Galles).
Il fonde avec son épouse Katell Sevestre, Madgicprod, la première société de production en communication événementielle et expérientielle liée à l'illusionnisme, en 1999.
Il anime l'espace Louis Vuitton à l'Exposition universelle de 2010 à Shanghaï en mettant en scène des lévitations de véhicules pour des constructeurs automobiles  français. Il co-écrit et co-présente aussi des émissions prime-time consacrées entièrement à la magie comme « Magiciens, Leurs Plus Grands Secrets » sur M6.
Depuis 2013, il crée et développe une marque de divertissement consacrée à l'hôtellerie de luxe : Dîner Secret, présente dans divers palaces à l'international : l'Hôtel Plaza Athénée, à Paris, l'Hôtel Martinez à Cannes, La Réserve, à Genève, Park Gstaad à Gstaad, Mandarin Oriental à Hong Kong,, etc.
En 2018,  il développe avec son épouse leurs activités en Asie. Ils ouvrent ensemble la société Madgicprod Asia à Hong Kong, puis en 2019 Madgicprod Consulting Co Ltd à Ho Chi Minh Ville.

## Biographie
Stefan Leyshon est né au pays de Galles en 1972 d’un père gallois et d’une mère française. Lorsque sa famille s’installe en France, il a quatre ans et ne parle que l’anglais. Il grandit à Quiberon. Son grand père maternel lui, ne parle que français. À 5 ans, il lui offre un coffret de magicien à Noël et effectue les tours devant lui. Il donne son premier spectacle de magie en 1983. Il a 11 ans,.
Il est le plus jeune magicien à être admis à l’AFAP[source secondaire souhaitée] (Association française des prestidigitateurs, maintenant FFAP) à 14 ans. Après une licence de mathématiques en 1993 à l’université de Rennes II, il décide de se consacrer à sa passion.

## Carrière
Il commence sa carrière en tant que magicien présentant ses tours dans les émissions de télévision et les cabarets avant d’être reconnu pour son style de magicien comédien,,,.
À 18 ans, il rencontre Gaëtan Bloom qui deviendra son mentor et il fait ses premières apparitions télévisuelles sur FR3 dans l’émission estivale 40° à l'ombre. Depuis, il cumule plus de 250 passages sur les chaines de télévision comme TF1, France 2. Il anime une rubrique hebdomadaire dans l’émission Zapping Zone sur Disney Channel pendant deux ans. Puis au Québec, il tourne une quarantaine de passages dans l’émission Juste pour rire. Cette émission sera diffusée dans 40 pays (en France sur TF1). En 2006, il écrit et co-présente l’émission Magiciens, leurs plus grands secrets sur la chaîne M6,,.
À partir des années 1990, il participe à l’écriture et à la réalisation d’effets spéciaux et de trucages pour le cinéma, la télévision et le théâtre. Il collabore avec Charles Matton, Christian Fechner, Bettina Rheims, Robert Wilson, Philippe Model et Fabien Chalon[source insuffisante].
Il joue des rôles de magicien dans plusieurs films : La Bazar de la Charité, Manon Lescaut, Invisible Circus avec Cameron Diaz[réf. nécessaire].
Dans le monde de la publicité, ses mains sont utilisées dans les films Le Rouge de Chanel réalisé par Bettina Rheims, le savoir faire de Cartier, Easytwist[réf. nécessaire].
À partir de 2007, il intervient dans le monde de l’événementiel. Il signe des créations de magie contemporaine en particulier pour des marques dans le monde de la mode, de l’automobile et du luxe, comme Chanel avenue Montaigne, L’Atelier Renault sur les Champs-Élysées[source secondaire nécessaire]. Il anime l’espace Louis Vuitton au Pavillon France lors de l’Exposition universelle de Shanghaï 2010 et Citroën. Il est l’ambassadeur magie de Louis Vuitton dans le monde.
En 1999, il crée la marque Madgicprod  avec Katell Sevestre, avec qui il s'associe et partage l'intégralité de ses créations.
Ensemble, ils ont écrit et produit le concept Dîner Secret, premier divertissement consacré à l’hôtellerie de luxe. Il propose à l'international, des spectacles alliant gastronomie et illusionnisme,,,,,,,.
Dans ce spectacle, il invente notamment 6 expériences innovantes et technologiques uniques au monde[source secondaire nécessaire], en hommage à Jean-Eugène Robert-Houdin : The Ice Sphere, Nao le robot humanoïde la suspension éthéréenne sur laser, la carafe inépuisable avec une carafe Baccarat, le coffre de cristal avec une commande spéciale Louis Vuitton, l'oranger mystérieux avec un drone. Ces effets exclusifs deviendront sa signature artistique[source secondaire nécessaire].
- Fichier:Levitation_laser_par_Stefan_Leyshon.jpg
- Fichier:Suspension_ethereenne_par_Stefan_Leyshon.jpg
- Fichier:The_Ice_Sphere_by_Stefan_Leyshon.jpg
- Fichier:Carafe_inépuisable.png

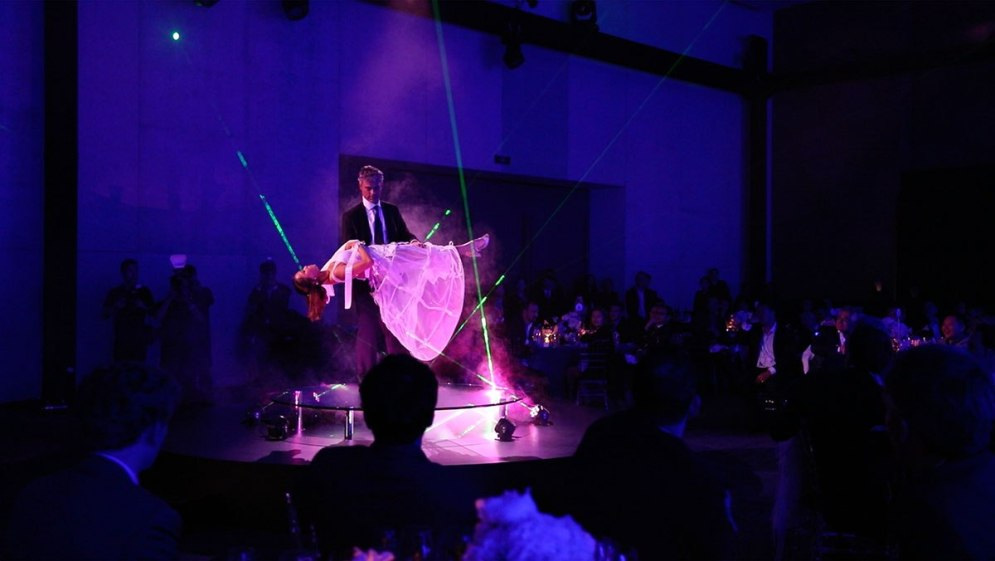
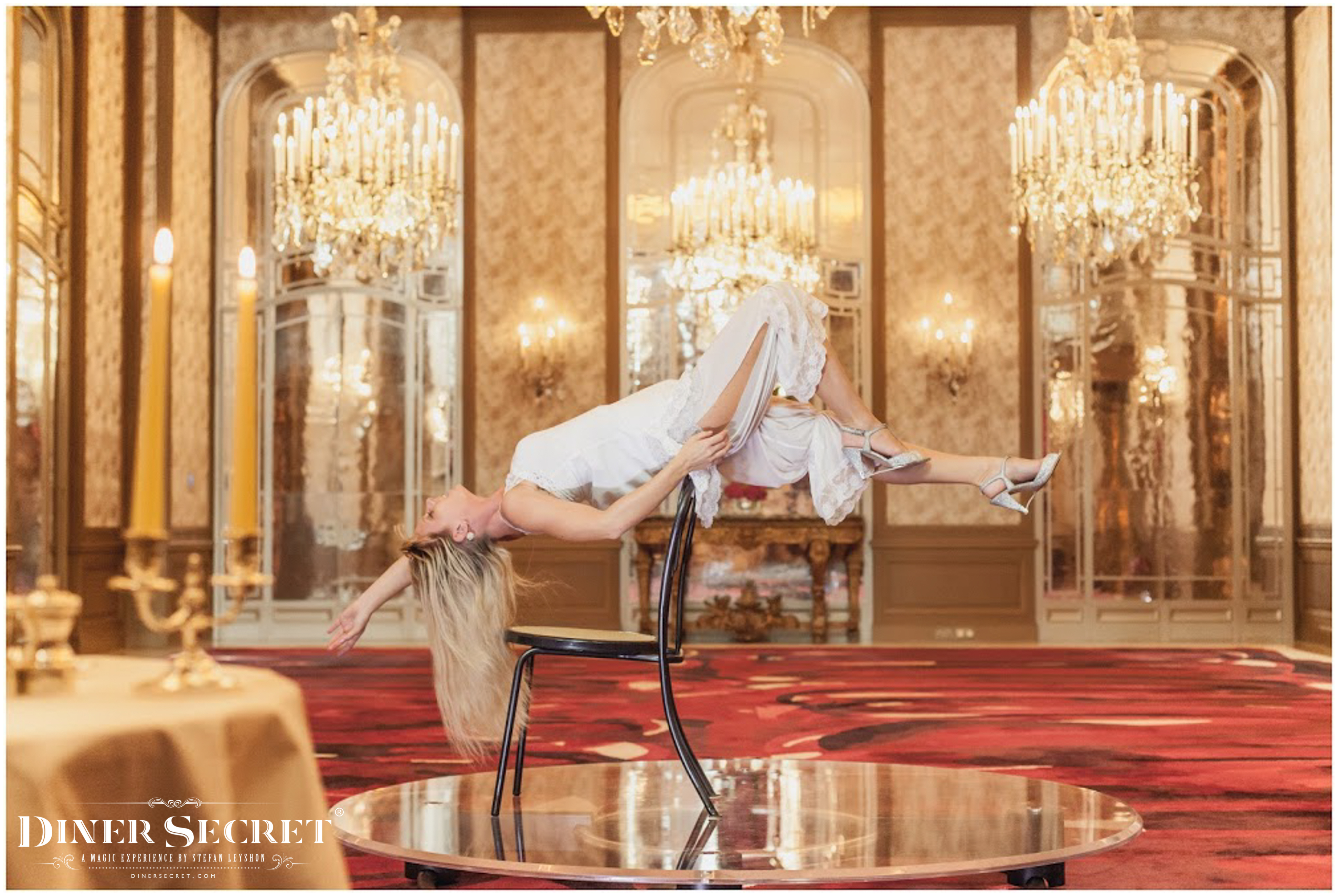
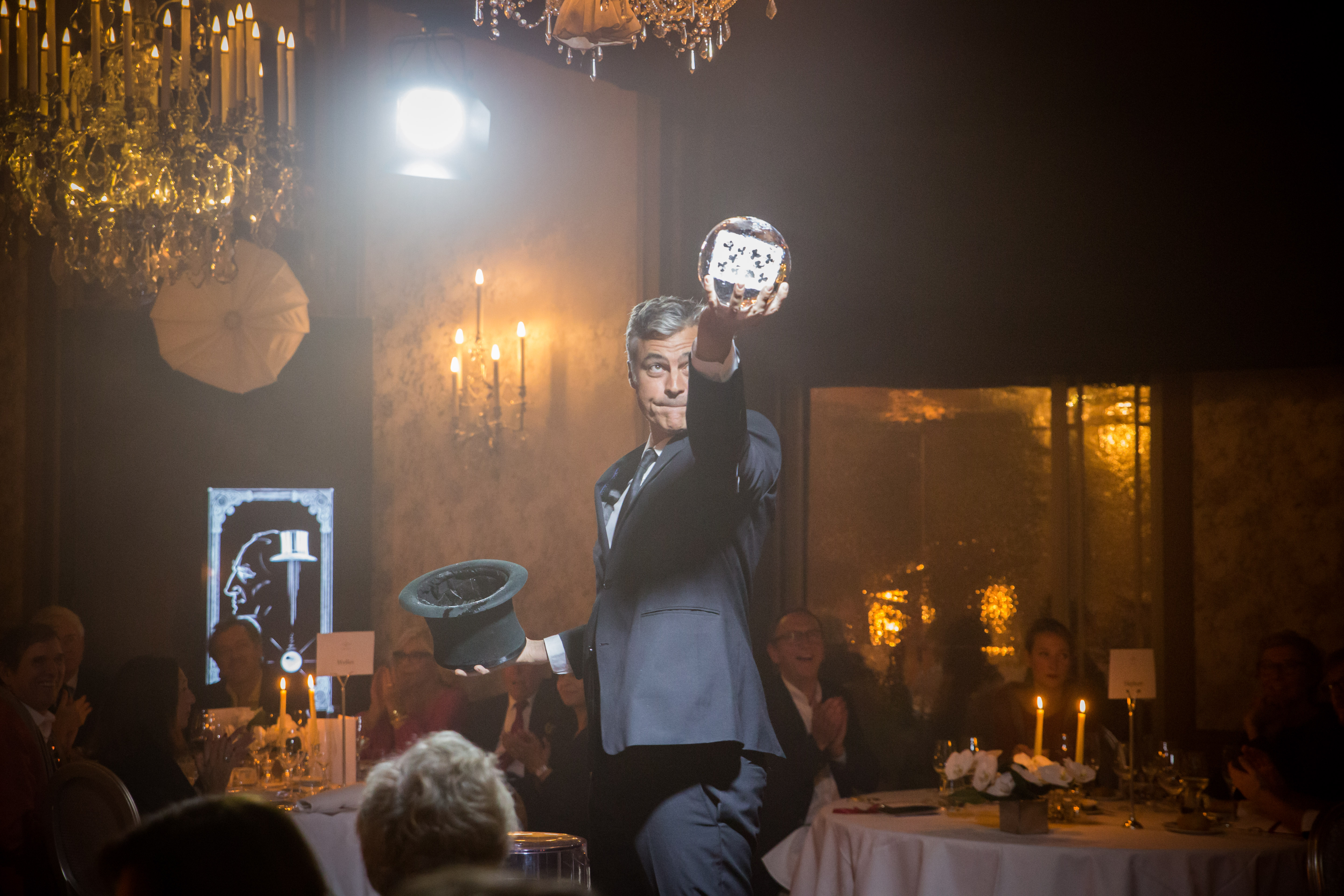
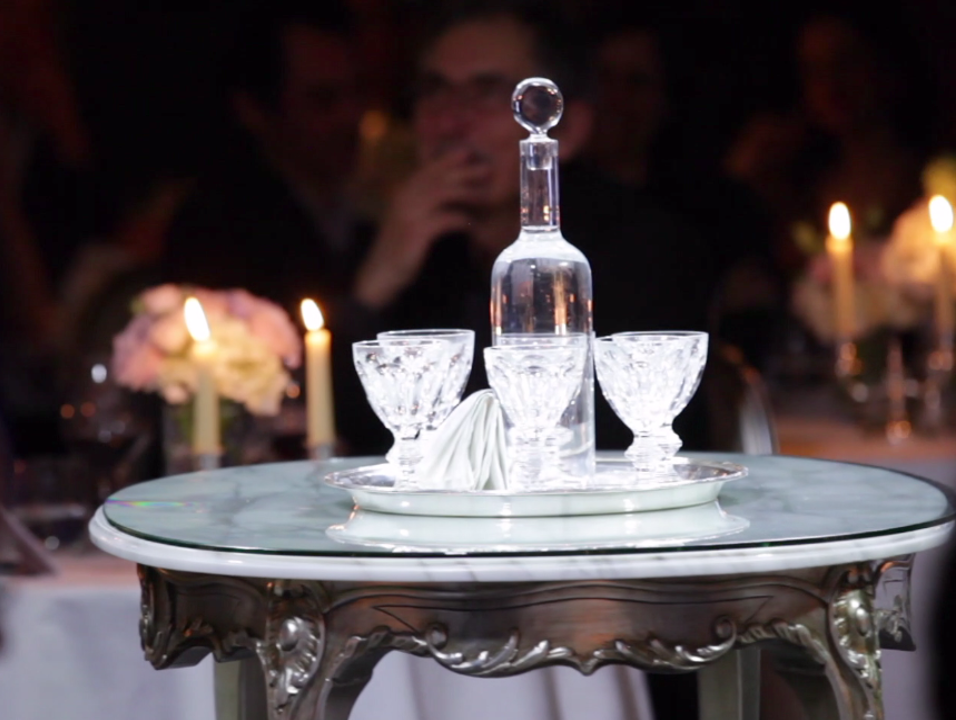

Il publie 2 ouvrages à destinations des professionnels dans lesquels il décrit une dizaine de ses créations. Il réalise une tournée d’une trentaine de conférences[source insuffisante].
Il est également le créateur et le directeur artistique d’un festival de magie novateur[pourquoi ?][réf. nécessaire] Scènes magiques et du CIFAM, Centre international de formation aux arts magiques.
Il crée de 2010 à 2013 MAD (Madgic Art Design) Galerie, galerie éphémère d’art contemporain en lien avec l’illusion. MAD révélera l’artiste Bakner au grand public,.
Avec Katell Sevestre, ils développent la marque Madgicprod en Asie. Ils ouvrent les sociétés Madgicprod Asia a Hong Kong en 2018 et Madgicprod Consulting Co Ltd au Vietnam en 2019.
Il produit Champagne Secret, au Grand Hyatt de Hong Kong, en juin 2019. C'est une version de Dîner Secret, dans laquelle il invite les magiciens locaux à se produire. Depuis, Champagne Secret s'est également joué, entre autres, à l'hôtel Meurice de Paris, non loin de l'emplacement du Théâtre Robert-Houdin entre 1845 et 1852.
Il est l'invité vedette de l'émission nationale SONG 20 au Vietnam pour le Nouvel An.

## Engagements – œuvres sociales
Stefan Leyshon est engagé personnellement auprès de plusieurs associations comme Samira Empowerment and Humanitarian Project (Ghana).

## Quelques passages en télévision
- 2005 Le Plus Grand Cabaret du monde, France 2[38].
- 2006 Magiciens, leurs plus grands secrets, M6[13].
- 2009 et 2010 Incroyables Expériences, France 3[39].
- 2020 SONG 20, HTV2[36]

## Cinéma
- 1996 Un amour de sorcière (René Manzor) : coach et assistant-créateur des effets spéciaux[source secondaire souhaitée]
- 1999 Rembrandt (Charles Matton) : coach et créateur des effets spéciaux[source secondaire souhaitée]
- 2001 Invisible Circus (Adam Brooks) : rôle du magicien avec Cameron Diaz[source secondaire souhaitée]
- 2004 Double Zéro (Gérard Pires) : coach et co-créateur des effets spéciaux mécaniques[source secondaire souhaitée]
- 2004 Arsène Lupin (Jean-Paul Salomé) : coach de Romain Duris[40].
- 2010 Manon Lescaut (Gabriel Aghion) : rôle du tricheur[41],[42].
- 2020 Le Bazar de la Charité (Alexandre Laurent) : rôle de Lucien le magicien[source secondaire souhaitée].

## Speaker
- 2015 Le Produit de luxe : Comment optimiser sa désirabilité ? Conférence[43].
- 2016 Comment le robot peut générer une émotion chez l’utilisateur ? Conférence sur l’intelligence émotionnelle et la robotique[44],[45],[46].
- 2016 L’art du mensonge » Conférence[47].

## Théâtre
- 1999 L’Immortelle bien-aimée (André Albert Lheureux) : écriture et réalisation des effets de magie.
- 2001 Prometheus (Robert Wilson) : écriture et réalisation des effets de magie.
- 2001 La Promise (Xavier Durringer) : écriture et réalisation des effets de magie[48],[49].
- 2007 Radio mon amour (Gérard Gelas) : réalisation des effets de magie.
- 2015 Citizen Jobs (Jean-François Peyret) : écriture et réalisation des effets de magie[50].

## Concert
- 2015 Concert 4 Hands Festival de musique classique de Menton[12], duo avec Xavier de Maistre : création et performance.
- 2015 Concert 4 Hands Nikolaisaal Potzdam[51], duo avec Xavier de Maistre : création et performance.

## Publicité
- 2008 Easy Twist : mannequinat de main[source secondaire souhaitée].
- 2007 Le Rouge de Chanel (Bettina Rheims) : mannequinat de main et création des effets[source secondaire souhaitée].
- 2015 Cartier - Savoir faire (Fighting Fish, no Brushing) : mannequinat de main et création des effets[source secondaire souhaitée].
- 2016 This Is Simply You (Goodideas): Comédien magicien, rôle principal[source secondaire souhaitée].

## Festivals
- 2009 et 2011 Scènes magiques, Mâcon : création et direction artistique[52].
- 2010 2011 2012 CIFAM Centre international de formation aux arts magiques : création et direction artistique[30].

## Auteur
- 1999 : Les Roses (éditions Madgicprod) : auteur.
- 1999 : Le Poisson rouge (éditions Madgicprod) : auteur.